# Québec-Referendum 1995

Ergebnisse nach Wahlbezirken der Nationalversammlung

Das Québec-Referendum 1995 war nach der Abstimmung 1980 die zweite Volksabstimmung zur Frage, ob die Provinz Québec sich von Kanada abspalten und ein unabhängiger Staat werden soll. Die Volksabstimmung fand am 30. Oktober 1995 statt. Rein rechtlich ging es zwar lediglich um die Frage, ob Québec mit der Bundesregierung über eine lose wirtschaftliche und politische Assoziation verhandeln solle. Doch die separatistische Provinzregierung ließ nie Zweifel darüber aufkommen, dass sie bei einem Scheitern der Verhandlungen einseitig die Unabhängigkeit ausrufen würde.
Das Ergebnis fiel sehr knapp aus. 50,58 % Nein-Stimmen standen 49,42 % Ja-Stimmen gegenüber, bei einer Beteiligung von 93,52 % der registrierten Wähler. Ländliche Gebiete und die Provinzhauptstadt Québec befürworteten die Unabhängigkeit, während die Stadt Montreal und Gebiete entlang der südlichen Grenze sie ablehnten. Über 60 % der frankophonen Kanadier stimmten zu, die englischsprachige Bevölkerungsminderheit und die Ureinwohner sprachen sich jedoch klar dagegen aus.

## Hintergrund
Ein ähnliches Referendum im Jahr 1980 war mit 59,56 % Ablehnung gescheitert. Zwei Jahre später wurde die kanadische Verfassung durch das Verfassungsgesetz von 1982 vollständig von der Kontrolle des britischen Parlaments gelöst. Zwar wäre es nicht ungesetzlich gewesen, wenn die Bundesregierung von sich aus die Verfassung ergänzt hätte, doch der Oberste Gerichtshof entschied, dass Premierminister Pierre Trudeau aufgrund des Gewohnheitsrechts verpflichtet sei, die Provinzregierungen zu konsultieren und ihre Zustimmung einzuholen.
Die Premierminister der Provinzen lehnten die Verfassungsänderung zunächst geschlossen ab. Nach langen Verhandlungen konnte jedoch mit neun von zehn Provinzen eine Übereinkunft getroffen werden. René Lévesque, der Premierminister Québecs, war jedoch nicht von den anderen Provinzen über die Einigung informiert worden und wurde vor vollendete Tatsachen gestellt. Aus diesem Grund verweigerte er die Unterschrift unter das Verfassungsgesetz. Trotz seiner Weigerung wurde die Änderung ratifiziert und hatte auch für Québec Gültigkeit. Lévesque fühlte sich betrogen: Québec sei von Kanada „in einer Zeit der Krise im Stich gelassen“ worden und dieser „Verrat“ werde ernsthafte Konsequenzen zur Folge haben.
Nachdem Brian Mulroney 1984 neuer kanadischer Premierminister geworden war, versuchte er, mit Ergänzungen zum Verfassungsgesetz die Regierung Québecs doch noch von einer Zustimmung zu überzeugen. Doch der Meech Lake Accord von 1987 konnte nicht innerhalb der festgelegten Frist ratifiziert werden und der Charlottetown Accord von 1992 wurde in einem nationalen Referendum abgelehnt, was den Separatisten in Québec neuen Auftrieb gab.
Lucien Bouchard, Umweltminister in Mulroneys Kabinett, vereinigte enttäuschte liberale und konservative Unterhausabgeordnete aus Québec in der neuen Partei Bloc Québécois, deren Ziel die Unabhängigkeit Québecs war. Bei der Unterhauswahl 1993 gewann der Bloc Québécois 54 von 75 Sitzen in Québec und wurde dadurch zweitstärkste Partei im Unterhaus. Im darauf folgenden Jahr gewann die separatistische Parti Québécois von Jacques Parizeau die Wahl zur Nationalversammlung von Québec. Parizeau versprach, während seiner Amtszeit ein Referendum durchzuführen.

## Referendumsfrage
Am 7. September 1995, ein Jahr nach seiner Wahl zum Premierminister der Provinz, präsentierte Parizeau die Referendumsfrage, über die am 30. Oktober abgestimmt werden sollte. Auf den Stimmzetteln war die Frage sowohl auf Französisch als auch auf Englisch gedruckt. In Gebieten, wo die Sprachen der Ureinwohner alltäglich gesprochen werden, waren die Stimmzettel dreisprachig. Auf Französisch lautete die Frage:
„Acceptez-vous que le Québec devienne souverain, après avoir offert formellement au Canada un nouveau partenariat économique et politique, dans le cadre du projet de loi sur l'avenir du Québec et de l'entente signée le 12 juin 1995?“
Auf Englisch:
„Do you agree that Quebec should become sovereign after having made a formal offer to Canada for a new economic and political partnership within the scope of the bill respecting the future of Quebec and of the agreement signed on June 12, 1995?“
In deutscher Übersetzung:
„Stimmen Sie zu, dass Québec souverän werden soll, nach einem formellen Angebot einer neuen wirtschaftlichen und politischen Partnerschaft an Kanada, gemäß der Gesetzesvorlage über die Zukunft Québecs und der am 12. Juni 1995 unterzeichneten Übereinkunft?“
Die erwähnte Übereinkunft bezog sich auf den Souveränitätsplan der Provinzregierung vom 12. Juni 1995, der einige Wochen vor dem Referendum an alle Haushalte verschickt worden war.

## Kampagne

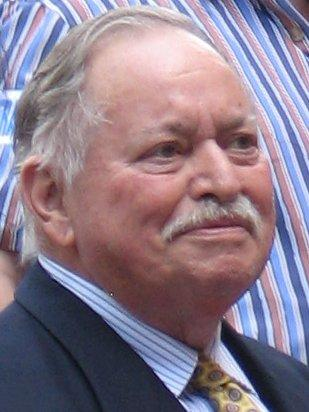
Jacques Parizeau

Für den Verbleib Québecs bei Kanada setzten sich die „Föderalisten“ (fédéralistes) ein. Ihre Hauptakteure waren Jean Chrétien, der kanadische Premierminister, Daniel Johnson, Vorsitzender der Parti libéral du Québec, und Jean Charest, Vorsitzender der Progressiv-konservativen Partei Kanadas. Ihnen gegenüber standen die „Souveränisten“ (souverainistes), die sich für eine Trennung von Kanada und/oder Verhandlungen über eine lose wirtschaftliche und politische Partnerschaft aussprachen. Angeführt wurden sie von Jacques Parizeau, dem Premierminister der Provinz, Lucien Bouchard, dem Vorsitzenden des Bloc Québécois, und Mario Dumont, dem Vorsitzenden der Action démocratique du Québec.
Parizeaus Kampagne kam nur langsam in Fahrt und erste Meinungsumfragen ergaben, dass zwei Drittel der Befragten mit Nein stimmen würden. Doch verschiedene, von den Medien weiter verbreitete taktlose Bemerkungen der Föderalisten führten zu einer stärkeren Mobilisierung der Souveränisten. Parizeau ernannte Bouchard zum „Chefunterhändler“ bei möglichen Verhandlungen nach einem positiven Ausgang des Referendums. Im Dezember 1994 war Bouchard an nekrotisierender Fasziitis erkrankt und sein Leben konnte nur durch die Amputation eines Beins gerettet werden. Seine Genesung und seine öffentlichen Auftritte an Krücken lösten eine Welle des Mitgefühls aus. Bouchard übernahm von Parizeau die Leitung der Kampagne. Sein unverminderter Einsatz für die Unabhängigkeit Québecs trotz dieser schweren Krankheit gab den Souveränisten wieder Zuversicht.
Unter Bouchards Führung holten die Souveränisten immer mehr auf und neue Meinungsumfragen zeigten, dass die Quebecer nun mehrheitlich für die Unabhängigkeit waren. Selbst Bouchards unvorsichtige Äußerung drei Wochen vor der Abstimmung, die Quebecer seien die „weiße Rasse mit der niedrigsten Geburtenrate“, änderte daran wenig.
Eine Woche vor der Abstimmung lagen die Souveränisten in den Meinungsumfragen mit rund fünf Prozent in Führung. Dieser Vorsprung schrumpfte wieder, nachdem Jean Chrétien im Fernsehen aufgetreten war, jedoch lag der Unterschied zwischen beiden Lagern innerhalb der Fehlerquote von zwei Prozent. Am 27. Oktober fand auf der Place du Canada in Montreal eine große Demonstration der Föderalisten statt, an der rund 100.000 Menschen von außerhalb Québecs teilnahmen. Sie zelebrierten die Einheit Kanadas und forderten die Quebecer auf, mit Nein zu stimmen. Chrétien, Charest und Johnson hielten Reden. Ebenfalls anwesend waren Mike Harris, Frank McKenna, John Savage und Catherine Callbeck, die Premierminister der Provinzen Ontario, New Brunswick, Nova Scotia und Prince Edward Island. Die Demonstration war kontrovers, da verschiedene Unternehmen stark ermäßigte Reisen angeboten hatten, um möglichst viele Demonstranten nach Montreal zu bringen. Dies stellte nach Ansicht des Wahlleiters eine illegale Unterstützung des Nein-Komitees dar.

## Vorkehrungen im Falle der Zustimmung
Im Falle der Zustimmung beabsichtigte Parizeau, innerhalb von zwei Tagen vor die Nationalversammlung zu treten und um Unterstützung für das Souveränitätsgesetz zu bitten, das dem Parlament bereits vorgelegt worden war. Gemäß einer Rede, die Parizeau für diesen Fall vorbereitet hatte, würde „Québec die Hand in Partnerschaft zu seinen kanadischen Nachbarn ausstrecken“. Er selbst würde Verhandlungen mit der kanadischen Bundesregierung über eine politisch-wirtschaftliche Assoziation aufnehmen und beim allfälligen Scheitern der Gespräche die Unabhängigkeit Québecs ausrufen. Am 27. Oktober verschickte Lucien Bouchards Büro eine an alle Militärbasen in Québec gerichtete Pressemitteilung, in der er zur Schaffung einer Quebecer Armee nach der Unabhängigkeitserklärung aufrief. Bouchard kündigte an, Québec werde die in der Provinz stationierten Kampfflugzeuge der kanadischen Luftwaffe in Besitz nehmen.
Die Bundesregierung traf nur wenige Vorkehrungen für den Fall einer Zustimmung. Einige Kabinettsmitglieder berieten über mögliche Szenarien. Beispielsweise sollte die Frage der Unabhängigkeit vor dem Obersten Gerichtshof geklärt werden. Hochrangige Beamte besprachen die Auswirkungen eines positiven Ausgangs des Referendums auf Fragen wie Staatsgrenzen, die Schulden des Bundes und ob Premierminister Jean Chrétien im Amt bleiben könne, da er in einem Wahlbezirk in Québec gewählt worden war. Verteidigungsminister David Collenette bereitete Maßnahmen vor, um bei einigen Bundesbehörden die Sicherheit zu erhöhen. Auch ordnete er die Verlegung von Kampfflugzeugen in andere Provinzen an, damit diese bei möglichen Verhandlungen nicht als Pfand eingesetzt werden könnten.
Die Ureinwohner bestanden auf ihr eigenes Selbstbestimmungsrecht. Häuptlinge der First Nations betonten, dass es ein Verstoß gegen internationales Recht wäre, sollten sie zum Beitritt zu einem unabhängigen Québec gezwungen werden. In der Woche vor der Abstimmung verlangten sie, vollwertige Verhandlungspartner bei jeglichen verfassungsrechtlichen Fragen zu sein, die sich aus dem Referendum ergäben. Insbesondere der Große Rat der Cree sprach sich vehement dagegen aus, Teil eines unabhängigen Staates Québec zu sein. Großhäuptling Matthew Coon Come verfasste ein Rechtsgutachten, wonach die Cree-Territorien berechtigt seien, bei Kanada zu verbleiben. Am 24. Oktober hielten die Cree ein eigenes Referendum ab, in dem sich 96,3 % für den Verbleib bei Kanada aussprachen. Die Inuit in der Region Nunavik sprachen sich bei einem separaten Referendum mit 96 % ebenfalls gegen ein unabhängiges Québec aus.

## Ergebnis
Die Referendumsfrage wurde von den Wählern Québecs abgelehnt, jedoch mit einem weitaus geringeren Unterschied als noch im Jahr 1980: 50,58 % Nein-Stimmen standen 49,42 % Ja-Stimmen gegenüber. 93,52 % der 5.087.009 eingeschriebenen Wähler beteiligten sich am Referendum, so viele wie nie zuvor. Die französischsprachigen Quebecer befürworteten die Unabhängigkeit zu rund 60 %, doch der bevölkerungsreiche Ballungsraum Montreal stimmte mehrheitlich dagegen, ebenso der dünn besiedelte Norden sowie die Regionen Outaouais und Estrie an der Südgrenze. In 80 von 125 Wahlbezirken der Nationalversammlung lagen die Befürworter vorne, doch waren diese überwiegend ländlich, während die städtischen Regionen mit Ausnahme der Provinzhauptstadt Québec ablehnten. Besonders stark war die Ablehnung bei der englischsprachigen Minderheit und bei den Ureinwohnern.
|             | Stimmen   | Anteil  |
| ----------- | --------- | ------- |
| Nein        | 2.362.648 | 50,58 % |
| Ja          | 2.308.360 | 49,42 % |
| Gültig      | 4.671.008 | 98,18 % |
| Ungültig    | 86.501    | 01,82 % |
| Beteiligung | 4.757.509 | 93,52 % |

## Kontroversen

### Ungültige Stimmen
86.501 Stimmzettel (1,82 %) wurden für ungültig erklärt, da sie nicht korrekt ausgefüllt worden waren. Bald wurden Vorwürfe laut, die von der Parti Québécois gestellten Wahlhelfer in den Wahlbezirken Chomedey, Marguerite-Bourgeois und Laurier-Dorion hätten die Verordnungen viel zu streng ausgelegt. Dort war der Anteil der ungültigen Stimmen überproportional hoch (12 %, 5,5 % bzw. 3,6 %). Beispielsweise waren Stimmzettel, die mit einem Häkchen statt einem Kreuzchen markiert waren oder bei denen der Wähler einen Bleistift statt eines Kugelschreibers verwendet hatte, nicht gezählt worden. Es handelte sich dabei um Wahlbezirke, in denen die Ablehnung besonders deutlich gewesen war. Im April 1996 bestätigte eine Studie der McGill University den Zusammenhang, dass Wahlbezirke mit größerer Ablehnung auch einen höheren Grad ungültiger Stimmen aufwiesen.
Im Mai 1996 ließ der Directeur général des élections du Québec, der Wahlleiter, eine Untersuchung der ungültigen Stimmen durchführen. Er gelangte zum selben Schluss wie die Universität, meinte aber, bei diesen Unregelmäßigkeiten handle es sich um isolierte Einzelfälle. Zwei von 31 verdächtigten Wahlhelfern wurden wegen Missachtung der Vorschriften angeklagt, später aber vor Gericht freigesprochen, da kein offensichtlicher Wahlbetrug erkennbar sei. Außerdem zeigte eine weitere Veröffentlichung des Wahlleiters, dass der Anteil ungültiger Stimmen durchaus im Rahmen liege und in der Vergangenheit zum Teil noch höher gewesen sei (bei der Provinzwahl 1989 betrug dieser beispielsweise 2,63 %).
Im Jahr 2000 reichte die Alliance Québec, eine Interessenvertretung der englischsprachigen Minderheit, eine Klage gegen den Wahlleiter ein, da dieser ihr zu Unrecht den Zugang zu allen Stimmzetteln verwehrt hatte. Die Gruppierung war überzeugt davon, Nein-Stimmen seien systematisch für ungültig erklärt worden – als Teil einer Verschwörung der Regierung der Parti Québécois, die Abstimmung zu ihren Gunsten zu beeinflussen. Die Klage wurde abgewiesen.

### Missachtung der Ausgabenbeschränkung
Gemäß dem Abstimmungsgesetz der Provinz Québec, das vor dem Referendum von 1980 in Kraft getreten war, mussten sämtliche Kosten der Kampagne von einem Ja- oder Nein-Komitee bewilligt und getragen werden. Die Ausgaben für beide Seiten waren auf fünf Millionen Dollar beschränkt. Ausgaben jeglicher Personen oder Organisationen, die nicht einem der Komitees angehörten, waren nach dem offiziellen Start der Kampagne verboten. Der Oberste Gerichtshof Kanadas urteilte 1997, dass diese Beschränkung zu streng sei und dem Grundsatz der Meinungsfreiheit in der Charta der Rechte und Freiheiten widerspreche.
Acht Wochen vor der Abstimmung entstand eine obskure Lobbygruppe namens Option Canada. Gegründet wurde sie von Vorstandsmitgliedern des Canadian Unity Council, einer privaten Non-Profit-Organisation, die sich für die Einheit Kanadas einsetzt. Diese bezeichnet sich zwar selbst als regierungsunabhängig und unparteiisch, wurde damals aber massiv vom kanadischen Kulturministerium finanziell unterstützt. So erhielt sie allein 1995 einen staatlichen Beitrag von 3,35 Millionen Dollar. Option Canada sorgte für Aufsehen, als sie ein „Komitee zur Registrierung von Wählern außerhalb Québecs“ gründete. Dadurch sollte es Personen, die in den zwei Jahren vor der Abstimmung aus Québec weggezogen waren, erleichtert werden, doch teilzunehmen. Seit 1989 erlaubt es das Wahlgesetz Québecs ehemaligen Einwohnern der Provinz, an Wahlen und Abstimmungen teilzunehmen, sofern sie schriftlich ihre Absicht bekanntgeben, dort wieder Wohnsitz zu nehmen. Kurz nach der gewonnenen Abstimmung wurde Option Canada wieder aufgelöst.
Ebenfalls kontrovers war eine Demonstration drei Tage vor der Abstimmung in Montreal, an der rund 100.000 Gegner der Unabhängigkeit teilnahmen. Aurèle Gervais, der Kommunikationsverantwortliche der Liberalen Partei Kanadas, sowie die Studentenvereinigung des Algonquin College in Ottawa wurden nach der Demonstration angeklagt. Sie hatten Reisebusse organisiert, um möglichst viele Gegner nach Montreal zu bringen. Die dafür aufgewendeten Beträge hatten sie aber nicht wie gesetzlich vorgeschrieben mit dem Nein-Komitee abgerechnet, weshalb sie in dessen Buchhaltung auch nicht enthalten waren. Das Oberste Gericht Québecs wies die Klage 1997 ab, da die Handlungen außerhalb der Provinz vorgenommen wurden und deshalb nicht unter das Wahlgesetz fielen. In den Augen der Unabhängigkeitsbefürworter erschien eine zeitlich befristete Sonderaktion von Canadian Airlines besonders verdächtig: Zwei Tage vor der Demonstration hatte die Fluggesellschaft einen „Einigkeitstarif“ mit bis zu 90 % ermäßigten Ticketpreisen angekündigt.
2006 bat der Wahlleiter den pensionierten Richter Bernard Grenier, die Vorfälle um Option Canada und undeklarierte Ausgaben des Nein-Komitees zu untersuchen. Im Mai 2007 gelangte Grenier zum Schluss, die Referendumsgegner hätten 539,000 Dollar illegal ausgegeben. Allerdings gäbe es keine Hinweise darauf, dass die Demonstration in Montreal Teil eines Plans gewesen sei, die Unabhängigkeitsbewegung zu sabotieren. Er entkräftete auch die Vorwürfe gegen Jean Charest, dem damaligen Vizepräsidenten des Nein-Komitees und mittlerweile Premierminister Québecs.

### Raschere Einbürgerungen
Beamte von Einwanderungsbehörden aus ganz Kanada waren nach Québec eingeflogen worden, um Überstunden zu leisten. Sie sollten sicherstellen, dass möglichst viele Einwanderer, welche die gesetzlichen Bestimmungen erfüllten, noch vor dem Referendum eingebürgert wurden und damit stimmberechtigt waren. Ziel war es, 10.000 bis 20.000 anhängige Verfahren von in Québec lebenden Einwanderern bis Mitte Oktober abzuschließen. Die Bundesregierung kürzte auch die Frist für Personen, die ihre kanadische Staatsangehörigkeit verloren hatten und neue Dokumente ausgestellt erhalten wollten, um die Hälfte. Einwanderungsminister Sergio Marchi wurde Mitte Oktober 1995 vom Bloc Québécois mit dem Vorwurf konfrontiert, sein Ministerium behandle bevorzugt Anträge von Personen, von denen man ausgehen könne, dass sie mit Nein stimmen werden. Marchi entgegnete, dieses Verfahren sei früher bereits in anderen Provinzen angewendet worden, um die vielen Pendenzen abzubauen. Auch wies er darauf hin, gerade der Bloc Québécois habe in der Vergangenheit die zu langsame Arbeitsweise kritisiert.

### Wählerverzeichnis
1998 präsentierten Aktivisten der Parti Québécois dem Wahlleiter eine Liste mit rund 100.000 Namen. Angeblich seien diese Personen drei Jahre zuvor zwar im Wählerverzeichnis verzeichnet gewesen, nicht aber bei der Régie de l'Assurance-Maladie du Québec, der staatlichen Krankenkasse der Provinz, angemeldet gewesen. Nach umfangreichen Untersuchungen gab der Wahlleiter bekannt, etwa 56.000 seien aufgrund dieser Tatsache nicht wahlberechtigt und würden deshalb aus dem Wählerverzeichnis gestrichen. Im selben Jahr wurde bekannt, dass 32 ausländische Studenten der Bishop’s University unberechtigterweise am Referendum teilgenommen hatten und deshalb zu einer Geldstrafe verurteilt wurden. Als Reaktion darauf änderte die Provinzregierung das Wahlgesetz, so dass Wähler in Zukunft bei der Stimmabgabe ihren Pass, ihren Führerschein oder ihre Krankenkassenkarte vorweisen müssen.

## Nachwirkung
Am Tag nach der verlorenen Abstimmung gab Jacques Parizeau seinen baldigen Rücktritt als Vorsitzender der Parti Québécois und als Premierminister der Provinz Québec bekannt. Ein Grund dafür war die Kontroverse, nachdem er die Niederlage eingestehen musste. Parizeau sagte in seiner Rede, die Gegenseite habe das Referendum nur mit Geld und den Stimmen der Minderheiten gewonnen („par l'argent puis des votes ethniques“). Die Bemerkung löste einen Medienrummel aus (insbesondere in den englischsprachigen Medien) und Parizeau wurde vorgeworfen, ein Rassist zu sein. Lucien Bouchard war der einzige Kandidat für seine Nachfolge und übernahm beide Ämter am 29. Januar 1996.
Die von den Föderalisten vor dem Referendum versprochenen Verfassungsänderungen, die mehr Rücksicht auf die besondere Situation Québecs nehmen sollten, blieben aus. Bouchard kündigte an, er werde ein drittes Referendum durchführen lassen, wenn die Aussicht bestünde, dass die Zustimmung genügend groß sei. Die Bundesregierung von Premierminister Jean Chrétien bat 1996 den Obersten Gerichtshof Kanadas, drei spezifische Fragen betreffend der Souveränität Québecs zu klären (siehe Renvoi relatif à la sécession du Québec). Das Gericht nahm im August 1998 dazu Stellung und kam zum Schluss, dass Québec kein einseitiges Recht auf Sezession besitze, die Regierung aber bei einem entsprechenden Wunsch zu Verhandlungen verpflichtet sei.
Im Juni 2000 verabschiedete das von der Liberalen Partei dominierte Bundesparlament das umstrittene Klarheitsgesetz (engl. Clarity act, frz. Loi de clarification). Es schreibt vor, dass die Bundesregierung nur dann Sezessionsverhandlungen mit einer Provinz führen darf, wenn die Referendumsfrage „unmissverständlich“ formuliert ist und von einer „klaren“ Mehrheit befürwortet worden ist (das Unterhaus würde selbst darüber entscheiden, ob diese Bedingungen erfüllt sind). Als Reaktion darauf verabschiedete die weiterhin separatistisch dominierte Nationalversammlung von Québec ein Gesetz „über die Respektierung der Ausübung fundamentaler Rechte“, welches das Selbstbestimmungsrecht gemäß dem Völkerrecht explizit hervorhebt. Es spricht dem Bund das Recht ab, Befugnisse, Autorität, Souveränität und Legitimität der Nationalversammlung sowie den demokratischen Willen des Volkes von Québec einzuschränken. Die Verfassungsmäßigkeit beider Gesetze sowie ihre Anwendbarkeit bleiben bis heute ungeklärt.
Nach dem äußerst knappen Sieg startete die Bundesregierung eine Pro-Kanada-Werbekampagne. Ziel der ab 1996 laufenden und durch Steuergelder finanzierten Kampagne war es, für verschiedene Freizeitaktivitäten zu werben und dabei Québec explizit als Teil Kanadas zu vermarkten. Auch sollte der Beitrag der Bundesregierung an der Entwicklung Québecs hervorgehoben werden. Die meisten unterstützten Projekte waren zwar legitim, doch ging ein großer Teil des Budgets durch Korruption verloren. Beispielsweise wurden Werbeagenturen, die den Liberalen nahestanden, bevorzugt behandelt, ein Teil des Geldes floss als Spende an die Liberale Partei zurück. Die Aufarbeitung dieses Sponsoring-Skandals beherrschte ab 2004 die Schlagzeilen und führte schließlich 2006 zur Abwahl der Regierung von Paul Martin.